# Atlas–Agena
Az Atlas–Agena egy amerikai egyszer használható hordozórakéta. Az Atlas hordozórakéta család tagja, melyet az SM–65 Atlas interkontinentális ballisztikus rakétából fejlesztettek ki.

## Története
Az Atlas (SLV–3) hordozórakéta az első, másfél fokozatot, az Agena (RM–81) a második fokozatot biztosította. A Floridai a Cape Canaveral-ról (USAF), illetve a kaliforniai Vandenberg légitámaszpontról 1960 és 1978 között 119 alkalommal indították.

## Felhasználási területei
- a Mariner-program kertében indított szondák a Marshoz, a Vénuszhoz és a Merkúrhoz.
- a Ranger-program felbocsátását segítette.
- a Lunar Orbiter-program űreszközeinek pályára állítója.
- a Gemini-programban az emberes űrrepülés segítője.

### Alkalmazott rakétaegységek
- Atlas LV-3 Agena-A (1960. február 26. – 1961. január 31.) között 4 indítás, 2 sikeres,
- Atlas LV-3 Agena-B (1961. július 12. – 1965. március 21.) között 28 indítás, 21 sikeres,
- Atlas LV-3 Agena-D (1963. július 12. – 1965. július 20.) között 15 indítás, 15 sikeres,
- Atlas SLV-3 Agena-D (1964. augusztus 14. – 1967. november 5.) között 47 indítás, 41 sikeres,
- Atlas SLV-3B Agena-D (1966. április 8.) 1 indítás, 1 sikeres,
- Atlas SLV-3 Agena-B (1966. április 8.) 1 indítás, 1 sikeres,
- Atlas SLV-3A Agena-D (1966. június 7.) 1 indítás, 1 sikeres,
- Atlas LV-3A Agena-D (1968. március 4. – 1978. április 8.) között 12 indítás, 11 sikeres,
- Atlas E/F Agena-D (1978. június 27.) 1 indítás, 1 sikeres,